# Дакарбазин
Дакарбазин (лат. Dacarbazinum, англ. Dacarbazine) — синтетичний лікарський препарат, який за своєю хімічною структурою є похідним триазену та одночасно структурним аналогом пуринових основ Дакарбазин застосовується виключно внутрішньовенно. Дакарбазин уперше запатентований у США в 1970 році під назвою «імідазол-карбоксамін», та вперше схвалений FDA для клінічного застосування в 1975 році.

## Фармакологічні властивості
Дакарбазин — синтетичний лікарський засіб, який за своєю хімічною структурою є похідним триазену та одночасно структурним аналогом пуринових основ. Механізм дії препарату полягає у дії препарату на ДНК клітин злоякісних пухлин шляхом алкілювання та метилювання, що призводить до порушення структури ДНК в пухлинних клітинах, зупинки мітозу пухлинних клітин, гальмування росту пухлини, а в кінцевому підсумку — до апоптозу пухлинних клітин; одночасно як аналог пуринових основ призводить до порушення синтезу ДНК в пухлинних клітинах. Дакарбазин застосовують у лікуванні злоякісної метастатичної меланоми, тривалий час він був єдиним ефективним хіміотерапевтичним засобом для лікування цієї злоякісної пухлини, і монотерапія препаратом вважалась ефективною у 20—25 % пацієнтів, проте подальші дослідження виявили, що монотерапія дакарбазином є малоефективною (10 % ефективності застосування монотерапії), тому препарат застосовується переважно в комбінації з іншими протипухлинними препаратами, зокрема цисплатином, кармустином, тамоксифеном, вінбластином, блеоміцином, ломустином, фотемустином. Дакарбазин також застосовується при лімфогранулематозі та саркомі м'яких тканин (окрім мезотеліоми та саркоми Капоші). Дакарбазин, згідно досліджень на експериментальних тваринах, є потенційно тератогенним та мутагенним препаратом, хоча при його застосуванні не доведено збільшення числа вроджених вад та мертвонароджень, а також самовільного переривання вагітності.

### Фармакокінетика
Дакарбазин швидко розподіляється в організмі після внутрішньовенної ін'єкції, біодоступність препарату становить 100 %. Максимальна концентрація препарату в крові досягається відразу ж після внутрішньовенного введення. Дакарбазин погано зв'язується з білками плазми крові. Дакарбазин погано проходить через гематоенцефалічний бар'єр, проходить через плацентарний бар'єр, даних за виділення препарату в грудне молоко немає. Метаболізується препарат у печінці із утворенням як активних, так і неактивних метаболітів. Виводиться дакарбазин із організму із сечею переважно у незміненому вигляді, частково у вигляді метаболітів. Виведення препарату двофазне, період напіввиведення дакарбазину в першій фазі становить 19 хвилин, в кінцевій фазі становить 5 годин, при порушенні функції печінки або нирок цей час значно збільшується.

## Покази до застосування
Дакарбазин застосовують для лікування злоякісної метастазуючої меланоми, а також у комбінованій терапії лімфогранулематозу та саркомі м'яких тканин (окрім мезотеліоми та саркоми Капоші).

## Побічна дія
При застосуванні дакарбазину спостерігаються наступні побічні ефекти:
- Алергічні реакції та з боку шкірних покривів — алопеція, шкірний висип, гарячка, грипоподібний синдром, еритема шкіри.
- З боку травної системи — стоматит, діарея або запор, нудота, блювання, зниження апетиту, тромбоз печінкових вен, порушення функції печінки, токсична дистрофія печінки.
- З боку нервової системи — астенія, головний біль, біль у м'язах, гіпестезія обличчя.
- З боку сечостатевої системи — аменорея, азооспермія, порушення функції нирок.
- Зміни в лабораторних аналізах — анемія, лейкопенія, тромбоцитопенія, гранулоцитопенія.
- Інші побічні ефекти — болючість у місці ін'єкції.

## Протипокази
Дакарбазин протипоказаний при підвищеній чутливості до препарату, при вираженому пригніченні функції кісткового мозку, вираженій лейкопенії або тромбоцитопенії, вагітності та годуванні грудьми, вираженій печінковій або нирковій недостатності.

## Форми випуску
Дакарбазин випускається у вигляді ліофілізату для приготування розчину для внутрішньовенних інфузій у флаконах по 0,1; 0,2; 0,5 та 1 г.